# FCAPS
FCAPS是ISO电信管理网络模型和网络管理框架。FCAPS是故障、配置、审计、性能、安全（fault, configuration, accounting, performance, security）的首字母缩写词，是ISO模型定义网络管理任务的管理类别。在非计费组织中，有时会用管理（administration）代替审计。

## 背景
国际标准化组织在OSI小组的指导下创建了一个网络管理模型，作为了解网络管理系统主要功能的首要方式。这个模型可被称为“OSI 网络管理模型”或“ISO 网络管理模型”，因此全名可称为是“OSI/ISO 网络管理模型”。
对信息技术（IT）基础设施进行全面管理是组织的一项基本需求。员工和客户依赖IT服务，要求保障可用性和性能，并且可以快速识别和解决问题。平均修复时间（MTTR）必须尽可能短，以避免可能造成收入或生命损失的系统停机时间。

## 历史
1980年代初期，FCAPS一词在ISO 10040（开放系统互连（OSI）系统管理概述（SMO）标准）的第一个工作草案（N1719）中引入，当时的意图是定义五个独立的协议标准，每个功能领域各一个。由于最初的经验表明这些协议会变得非常相似，因此负责开发这些协议的ISO工作组（ISO/TC97/SC16/WG4，后来更名为ISO-IEC/JTC1/SC21/WG4）决定创建一个单一协议覆盖五个领域，该协议称为通用管理信息协议（CMIP）。
1990年代，作为电信管理网络（TMN）工作的一部分，ITU-T进一步完善了FCAPS，成為TMN recommendation on Management Functions (M.3400) 的一部分。事实证明，FCAPS的想法对于教授网络管理功能非常有用，因此大多数教科书都从第一章开始解释FCAPS。

## 模型的五个方面
OSI 网络管理模型对五个功能领域进行分类，有时称为“FCAPS 模型”： FCAPS 可被视为业务流程框架 (eTOM) 中定义的较新 FAB 模型的前身。 FAB 是履行、保证、计费（fulfillment, assurance, billing）的缩写。可以按如下方式映射这两个模型：
| FCAPS                 | FAB                 |
| --------------------- | ------------------- |
| 错误（Fault）         | 保证（Assurance）   |
| 配置（Configuration） | 履行（Fulfillment） |
| 审计（Accounting）    | 计费（BIlling）     |
| 性能（Performance）   | 保证（Assurance）   |
| 安全（Security）      | 履行（Fulfillment） |

FCAPS 模型可以看作是自下而上的或以网络为中心的。 FAB 模型更多地自上而下地审视流程，以客户/业务为中心。已有的两个标准是IETF的简单网络管理协议(SNMP) 和ITU-T的通用管理信息协议(CMIP)。

## 注记
- Cisco Internetworking Technology Handbook （页面存档备份，存于）
- ISO/IEC 7498-4: Information processing systems -- Open Systems Interconnection -- Basic Reference Model -- Part 4: Management framework （页面存档备份，存于）